# Live At Wacken Open Air 2006
Live At Wacken Open Air 2006 es un DVD en vivo de la banda alemana de hard rock y heavy metal Scorpions grabado en el festival Wacken Open Air el 2006 ante más de 60 000 personas, editado en diciembre de 2007 y publicado en 2008. Su publicación se demoró debido al lanzamiento de su disco Humanity: Hour I, de 2007. Alcanzó la posición uno en Grecia y se mantuvo dieciocho semanas en el chart.
La banda en el verano de 2006 puso cincuenta canciones preseleccionadas en su página oficial, de las cuales sus fanes tenían la posibilidad de votar las veinticinco canciones que querían escuchar en vivo, con motivo de la celebración de sus treinta y cinco años de trayectoria, para lo que invitaron a los exintegrantes de la historia de la banda teutona Michael Schenker, Uli Jon Roth y Herman Rarebell. El concierto fue finalmente titulado por los alemanes como A Night To Remember, A Journey Through Time («Una noche para recordar, un viaje a través del tiempo»).
En el día de su lanzamiento la banda publicó en su página web lo siguiente:

Wacken 2006 - este era un concierto muy especial para nosotros, emocionante y desafiante y más importante de todo, una reunión familiar. Queríamos que nuestros fans participaran, por lo que en el verano de 2006 se puso un conjunto de 50 canciones en nuestra página web para la comunidad votara. Muchas de las canciones elegidas que teníamos en nuestra lista de canciones se tocaron de todos modos, pero también hubo muchas sorpresas. Junto con Michael Schenker, Uli Jon Roth y Herman Rarebell este show en Wacken nos dio una gran plataforma para viajar en el tiempo - 35 años de historia de SCORPIONS!
"Una noche para recordar" era de hecho, una noche para recordar con una audiencia de 60,000 fanáticos del metal duros de matar que celebraron con nosotros en que  consiguieron su aguijón y rockearon como un huracán!
  Gracias a todos ... Disfruten del espectáculo!

## Selección de canciones
A pesar de que los fanáticos votaron más de la mitad del listado de canciones que interpretaron en vivo. La agrupación decidió dar algunas sorpresas, como por ejemplo tocar seis de las ocho canciones del disco de 1979, Lovedrive. Al igual tocaron canciones que no fueron incluidas en el DVD, por ello a continuación las canciones omitidas.
- «Dark Lady» (entre «Speedy's Coming» y «We'll Burn the Sky», con Uli Jon Roth)
- «He's a Woman She's a Man» (entre «In Trance» y «In Search of the Peace of Mind»", con Uli Jon Roth y Michael Schenker)
- «In Search of the Peace of Mind» (entre «He's a Woman She's a Man» y «Dynamite», con Uli Jon Roth, Michael Schenker, Herman Rarebell y Tyson Schenker)
- «Dynamite» (entre «In Search of the Peace of Mind» y «Rock You Like a Hurricane»)

## Lista de canciones
| N.º | Título                                              | Escritor(es)                         | Duración |  |
| 1.  | «Coming Home»                                       | Schenker, Meine                      |          |  |
| 2.  | «Bad Boys Running Wild»                             | Schenker, Meine, Rarebell            |          |  |
| 3.  | «The Zoo»                                           | Schenker, Meine                      |          |  |
| 4.  | «Loving You Sunday Morning»                         | Schenker, Meine, Rarebell            |          |  |
| 5.  | «Make It Real»                                      | Schenker, Rarebell                   |          |  |
| 6.  | «Pictured Life»                                     | Schenker, Meine, Roth                |          |  |
| 7.  | «Speedy's Coming»                                   | Schenker, Meine                      |          |  |
| 8.  | «We'll Burn The Sky»                                | Schenker, Monika Dannemann           |          |  |
| 9.  | «Love'em Or Leave'em»                               | Schenker, Meine, Kottak              |          |  |
| 10. | «Don't Believe Her»                                 | Schenker, Meine, Rarebell, Vallance  |          |  |
| 11. | «Tease Me Please Me»                                | Meine, Rarebell, Jabs, Vallance      |          |  |
| 12. | «Coast to Coast»                                    | Schenker                             |          |  |
| 13. | «Holiday»                                           | Schenker, Meine                      |          |  |
| 14. | «Lovedrive»                                         | Schenker, Meine                      |          |  |
| 15. | «Another Piece of Meat»                             | Schenker, Rarebell                   |          |  |
| 16. | «Kottak Attack» (solo de batería)                   | James Kottak                         |          |  |
| 17. | «Blackout»                                          | Schenker, Meine, Rarebell, Kittelsen |          |  |
| 18. | «No One Like You»                                   | Schenker, Meine                      |          |  |
| 19. | «Six String Sting» (solo de guitarra)               | Matthias Jabs                        |          |  |
| 20. | «Big City Nights»                                   | Schenker, Meine                      |          |  |
| 21. | «Can't Get Enough»                                  | Schenker, Meine                      |          |  |
| 22. | «Still Loving You»                                  | Schenker, Meine                      |          |  |
| 23. | «In Trance»                                         | Schenker, Meine                      |          |  |
| 24. | «Bolero»                                            | Maurice Ravel                        |          |  |
| 25. | «Ready To Sting» (Aparición del escorpión metálico) | --------------------                 |          |  |
| 26. | «Rock You Like a Hurricane»                         | Schenker, Meine, Rarebell            |          |  |

## Músicos
- Klaus Meine: vocalista
- Rudolf Schenker: guitarra
- Matthias Jabs: guitarra líder
- Paweł Mąciwoda: bajo
- James Kottak: batería

### Invitados especiales
- Uli Jon Roth: guitarra líder (canciones 6, 7, 8, 23 y 24)
- Michael Schenker: guitarra líder (canciones 12, 13, 14, 15, 23 y 24)
- Herman Rarebell: batería (canciones 17, 18 y 24)
- Tyson Schenker: guitarra (canción 24)